# Рова (приток Йоканги)
Рова — река в Ловозерском районе Мурманской области. Длина реки — 49 км, площадь её водосборного бассейна — 438 км²
Исток реки расположен на склоне горы Юмперуайв возвышенности Кейвы — водораздела рек Поной и Иоканга, впадает в Кальмозеро (на реке Иоканга) бассейна Баренцева моря на высоте 213,8 м над уровнем моря. В верхнем течении порожиста и извилиста, в нижнем течении водоток приобретает равнинный характер и протекает там по болотистой местности. Питание в основном снеговое. Крупнейшие притоки — Малая Рова и Кальмйок.
Населённые пункты на реке отсутствуют.